# أندريه بنوا
أندريه بنوا هو لاعب هوكي الجليد كندي، ولد في 6 يناير 1984 في سانت ألبرت في كندا.

## وصلات خارجية
- أندريه بنوا على موقع دوري الهوكي الوطني (الإنجليزية)
- أندريه بنوا على موقع دوري الهوكي للقارات (الإنجليزية)
- أندريه بنوا على موقع EliteProspects.com (الإنجليزية)
- أندريه بنوا على موقع Eurohockey.com (الإنجليزية)
- أندريه بنوا على موقع HockeyDB.com (الإنجليزية)
- أندريه بنوا على موقع Hockey-Reference.com (الإنجليزية)